# Jack de Vries (politicus)

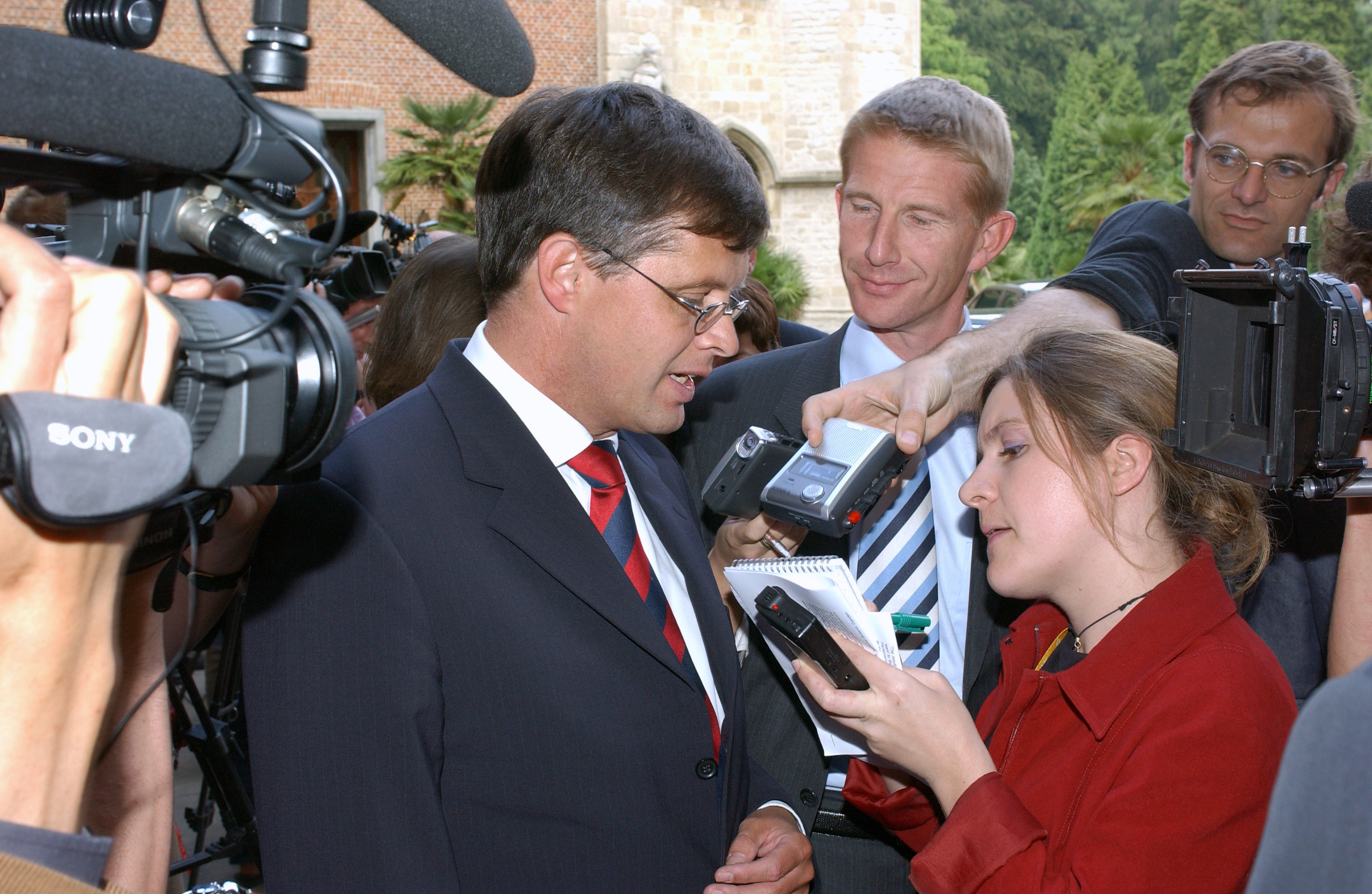
De Vries (midden) als voorlichter van premier Balkenende (2004).

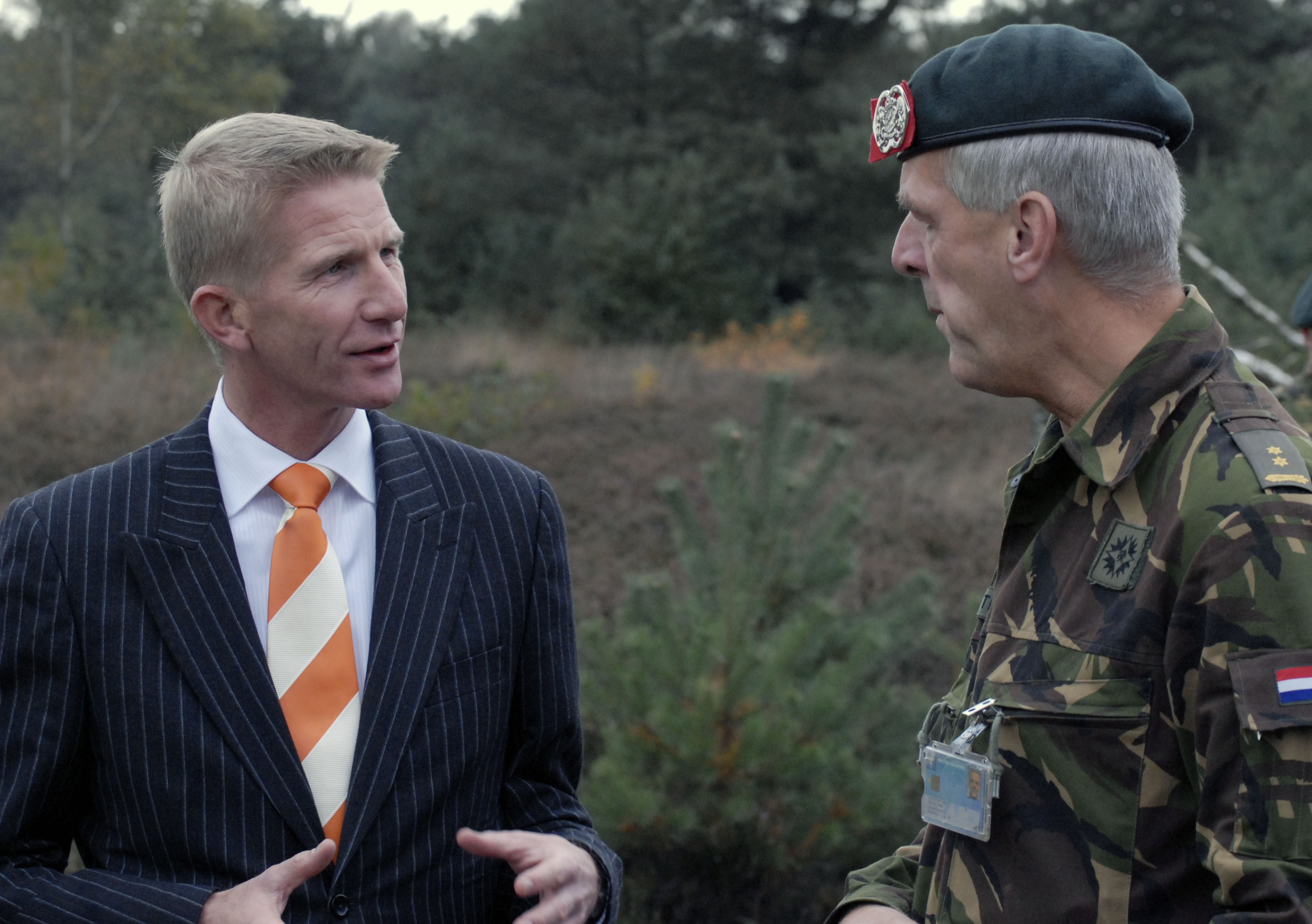
Als staatssecretaris in gesprek met generaal-majoor Marcel van den Broek (2008).

Jacob Gabe (Jack) de Vries (Drachten, 25 juli 1968) is een Nederlands politiek bestuurder en voormalig communicatieadviseur. Sinds 5 juni 2024 is hij burgemeester van Maassluis. De Vries maakte naam als invloedrijk spindoctor van verschillende CDA-kopstukken, waaronder premier Jan Peter Balkenende. Hij was van 2007 tot 2010 staatssecretaris van Defensie. Hij is lid van het Christen-Democratisch Appèl (CDA).

## Studie en start loopbaan
De Vries studeerde van 1986 tot 1992 politicologie aan de Vrije Universiteit Amsterdam. Terwijl hij nog studeerde, werd hij in 1989 persoonlijk medewerker van Kamerlid Helmer Koetje. Van 1990 tot 1994 was hij lid van de Amsterdamse stadsdeelraad Oud-West. In 1992 werd De Vries voorzitter van het CDJA.
Na zijn afstuderen in 1992 werd hij als dienstplichtige voorlichter/journalist bij de Koninklijke Landmacht. Na het aflopen van zijn dienstplicht vervulde hij deze functie als beroepsmilitair. Hij volgde een officiersopleiding en werd gestationeerd bij het Nationaal Commando in Den Haag. In 1995 werd hij voorlichter bij de Stichting Philadelphia Zorg in Nunspeet. Als voorzitter van het CDJA en lid van het CDA-partijbestuur bleef hij daarnaast betrokken bij de politiek.

## Spindoctor van CDA-kopstukken
In 1996 trad De Vries af als CDJA-voorzitter en in 1997 werd hij voorlichter van de CDA-fractie in de Tweede Kamer. Hij diende achtereenvolgens fractieleiders Enneüs Heerma en Jaap de Hoop Scheffer. De Vries probeerde het CDA, dat op dat moment in de oppositie zat, meer proactief te maken richting de media. Nadat De Hoop Scheffer in oktober 2001 als fractieleider aan de kant werd geschoven, trad ook De Vries gedesillusioneerd terug. De nieuwe fractievoorzitter Jan Peter Balkenende haalde hem echter al snel weer terug als persoonlijk adviseur.
Toen Balkenende in 2002 premier werd, nam hij De Vries als zijn politieke rechterhand mee naar het ministerie van Algemene Zaken. De Vries hield zich in die functie bezig met partijpolitieke kant van zijn baas. Hij gold in die tijd als de schaduw van Balkenende, omdat hij altijd in de buurt was van de premier. In deze periode was De Vries tevens gemeenteraadslid in zijn woonplaats Leiderdorp.
Dankzij een ruime ervaring binnen het CDA en zijn strategische kennis van de media werd De Vries in 2005 benoemd tot campagneleider van het CDA. Hij werd daarmee verantwoordelijk voor het resultaat bij de Nederlandse gemeenteraadsverkiezingen 2006, de Tweede Kamerverkiezingen 2006 en de Provinciale Statenverkiezingen 2007. Ondanks voorspelde verliezen werd het CDA bij de Tweede Kamerverkiezingen 2006 toch de grootste partij, waardoor Balkenende de functie van minister-president kon voortzetten. Het succes van het CDA werd vooral op het conto van spindoctor De Vries geschreven. Een van zijn vondsten tijdens de campagne was "het draaipunt van de dag", waarmee hij PvdA-leider Wouter Bos herhaaldelijk neerzette als iemand die vaak van mening veranderde. Bos kreeg het imago van een 'draaikont' en Balkenende werd hierdoor meer als 'daadkrachtig en betrouwbaar' gezien. Ook zorgde hij ervoor dat Balkenende als gasthoofdredacteur een uitzending van RTL Boulevard mocht bepalen. Hij verklaarde daar later zelf over dat de doorsnee-kiezer niet naar Den Haag Vandaag of Buitenhof kijkt, maar te vinden is bij Hart van Nederland of RTL Boulevard. Het had een blijvende invloed op verkiezingscampagnes in Nederland.
Na de beëdiging van het kabinet-Balkenende IV zorgde De Vries als projectleider voor de communicatie rondom de 100-dagencampagne van het aangetreden kabinet. Op 1 oktober 2007 nam hij voorlopig afscheid van de landelijke politiek en trad hij in dienst bij adviesbureau Boer & Croon.

## Staatssecretaris van Defensie
Binnen drie maanden was De Vries echter al weer terug in politiek Den Haag. Op 18 december 2007 volgde hij Cees van der Knaap, die de functie van burgemeester van Ede had aanvaard, op als staatssecretaris van Defensie. Als staatssecretaris was hij onder meer verantwoordelijk voor het personeelsbeleid van Defensie en de materieelvoorziening. Hij presenteerde in 2008 een actieplan om het personeelstekort aan te pakken.
Hij trad op 14 mei 2010 af als staatssecretaris nadat hij in verlegenheid was gekomen door een buitenechtelijke relatie met zijn persoonlijke adjudant. Hij was met haar enkele keren op werkbezoek naar Afghanistan en op bedevaart naar Lourdes geweest. Omdat zijn vrouw hem de deur had gewezen, en zijn woonplek aan hoge veiligheidseisen moest voldoen vanwege zijn functie als staatssecretaris van Defensie, moest hij enkele weken overnachten op de Alexanderkazerne in Den Haag. Hij stond op het moment van aftreden op een vijftiende plaats op de kandidatenlijst van het CDA voor de Tweede Kamerverkiezingen 2010, maar gaf aan ook af te zien van een eventuele plek in het parlement. Zijn activiteiten voor de verkiezingscampagne had hij enkele dagen eerder, na het bekend worden van de affaire, reeds op een lager pitje gezet.

## Maatschappelijke loopbaan
Na zijn aftreden als staatssecretaris had De Vries een eigen communicatieadviesbureau. In 2011 trad hij toe tot de directie van de Nederlandse tak van het communicatieadviesbureau Hill & Knowlton. Hij kreeg daarbij de leiding over de public affairs van het bedrijf. Later werd hij CEO van Hill & Knowlton. Nadat bleek dat het bureau de fabrikant van de JSF vertegenwoordigde, werd aangegeven dat De Vries voorlopig geen lobbywerk voor de wapenfabrikant en andere defensiegerelateerde dossiers zou doen. Een gedragsregel bij het ministerie van Defensie schrijft voor dat oud-bewindspersonen twee jaar lang niet aanvaard mogen worden als contactpersoon in het bedrijfsleven.
Naast zijn hoofdfuncties vervulde De Vries diverse nevenfuncties. Zo werd hij in 2013 voorzitter van de Nederlandse Onderwatersport Bond voor een periode van drie jaar. In 2016 trad hij toe tot de driehoofdige raad van commissarissen van Chemours Netherlands, een afsplitsing van het chemiebedrijf DuPont. Hij ging zich daar ook vooral met communicatie bezighouden. In 2019 werd hij lid van de raad van toezicht van het Ronald McDonald Kinderfonds en in 2021 werd hij voorzitter van de raad van toezicht van het Nederlands Veteraneninstituut en voorzitter van Vastgoed Belang.
Vanaf 2021 bouwde hij zijn activiteiten bij Hill & Knowlton af. Naast zijn nevenactiviteiten deed hij speeches, dagvoorzitterschappen en interim-klussen op het gebied van communicatie. In november 2023 ging De Vries door het stof na het chanteren van journaliste Kim van Keken. Zij had kritisch gereageerd op het feit dat De Vries als duider bij een verkiezingsdebat op RTL was aangekondigd, en wees op het lobby- en communicatiewerk dat De Vries verrichtte, onder meer voor particuliere huizenbezitters. In een persoonlijk bericht naar Van Keken dreigde hij over haar privérelaties te publiceren. Nadat zij dit bericht zelf in de openbaarheid bracht, bood hij zijn excuses aan.
In 2024 verliet De Vries Hill & Knowlton om burgemeester van Maassluis te worden.

## Burgemeester van Maassluis
De Vries werd op 5 juni 2024 geïnstalleerd als burgemeester van Maassluis. Hij heeft bestuur, openbare orde en veiligheid inclusief boa’s, burgerlijke stand en verkiezingen, ambassadeurschap gemeenten inclusief stedenband, privacy/AVG en evenementen in zijn portefeuille.

## Persoonlijke levenssfeer
Uit zijn eerste huwelijk, dat in 2010 in een scheiding eindigde, heeft De Vries twee kinderen. Uit de relatie met zijn voormalige persoonlijk adjudant kreeg hij in 2015 een dochter. Zijn partner overleed in 2017 plotseling aan een hersenbloeding. Sinds ongeveer 2019 woont hij opnieuw samen. Het gezin van De Vries en zijn vrouw bestaat naast de drie kinderen van De Vries uit twee kinderen van zijn partner.
- Parlement.com: vhfq2rp3qdxw